# Gettin' In Over My Head
Gettin' in Over My Head es el cuarto álbum de estudio del músico estadounidense Brian Wilson, publicado por la compañía discográfica Rhino Records en junio de 2004. 
Grabado entre 2002 y 2004, Wilson usó en Gettin' in Over My Head varias composiciones previamente escritas y nunca publicadas. Al respecto, «Make a Wish», «Fairy Tale», «Rainbow Eyes» y «Don't Let Her Know She's an Angel» son regrabaciones de canciones procedentes de Sweet Insanity, un álbum inédito grabado entre 1990 y 1991. Por otra parte, la letra de «Rainbow Eyes» incluyó también modificaciones de una letra escrita anteriormente, en la cual Wilson sustituyó las palabras sweet insanity por sweet conspiracy, mientras que «Desert Drive» está basado en riffs de más de cuarenta años. 
El álbum también contó con colaboradores como Paul McCartney, Elton John y Eric Clapton, así como la voz de Carl Wilson, hermano de Brian y miembro de The Beach Boys fallecido en 1998, en «Soul Searchin'», un tema grabado por The Beach Boys en 1996 y archivado. Por otra parte, el diseño del álbum fue realizado por Peter Blake, creador de la portada de The Beatles Sgt. Pepper's Lonely Hearts Club Band'.
A pesar de obtener reseñas generalmente favorables de la prensa musical, Gettin' in Over My Head obtuvo una discreta presencia en las listas de discos más vendidos. En los Estados Unidos, el álbum solo llegó al puesto 100 de la lista Billboard 200, donde estuvo una sola semana, y en el Reino Unido alcanzó la posición 53 en la lista UK Albums Chart. 

## Lista de canciones
| N.º | Título                                                         | Escritor(es)                 | Duración |  |
| 1.  | «How Could We Still Be Dancin'?» (Con Elton John en los coros) | Brian Wilson, Joe Thomas     | 4:42     |  |
| 2.  | «Soul Searchin'» (Con Carl Wilson en los coros)                | Brian Wilson, Andy Paley     | 4:07     |  |
| 3.  | «You've Touched Me»                                            | Brian Wilson, Steve Kalinich | 3:21     |  |
| 4.  | «Gettin' In Over My Head»                                      | Brian Wilson, Andy Paley     | 4:27     |  |
| 5.  | «City Blues» (Con Eric Clapton en la guitarra eléctrica)       | Brian Wilson, Scott Bennett  | 4:20     |  |
| 6.  | «Desert Drive»                                                 | Brian Wilson, Andy Paley     | 3:34     |  |
| 7.  | «A Friend Like You» (Con Paul McCartney en los coros)          | Brian Wilson, Steve Kalinich | 3:37     |  |
| 8.  | «Make a Wish»                                                  | Brian Wilson                 | 3:49     |  |
| 9.  | «Rainbow Eyes»                                                 | Brian Wilson                 | 4:06     |  |
| 10. | «Saturday Morning in the City»                                 | Brian Wilson, Andy Paley     | 2:53     |  |
| 11. | «Fairy Tale»                                                   | Brian Wilson, David Foster   | 5:28     |  |
| 12. | «Don't Let Her Know She's an Angel»                            | Brian Wilson                 | 4:17     |  |
| 13. | «The Waltz»                                                    | Brian Wilson, Van Dyke Parks | 4:09     |  |

## Personal
- Brian Wilson: voz, piano y teclados

Músicos de sesión
| - Scott Bennett: guitarra, bajo, percusión, vibráfono y coros - Eric Clapton: guitarra eléctrica en «City Blues» - Amy Farris: viola y violín - Jeffrey Foskett: guitarra y coros - Probyn Gregory: guitarra, teclados, trombón y trompeta - Jim Hines: batería y percusión - Sandra Jensen: violín - Elton John: piano y voz en «How Could We Still Be Dancin'» - Peter Kent: violín - Greg Leisz: guitarra - Bob Lizik: bajo | - Paul McCartney: guitarra acústica y voz en «A Friend Like You» - Paul Mertens: clarinete, flauta, armónica y saxofón - Andy Paley: percusión y coros - Michael Rhodes: bajo - Carol Robbins: arpa - Darian Sahanaja: teclados, percusión, piano, vibráfono y coros - Rudolph Stein: chelo - Todd Sucherman: batería y percusión - Joe Thomas: teclados - Nick Walusko: guitarra - Carl Wilson: voz en «Soul Searchin» |

## Posición en listas
| País           | Lista                | Posición |
| -------------- | -------------------- | -------- |
| Alemania       | Media Control Charts | 61       |
| Estados Unidos | Billboard 200        | 100      |
| Reino Unido    | UK Albums Chart      | 54       |
| Suecia         | Swedish Albums Chart | 33       |